# Port lotniczy Shannon
Port lotniczy Shannon (Shannon Airport Aerfort na Sionainne, kod IATA: SNN, kod ICAO: EINN) – międzynarodowy port lotniczy w południowo-zachodniej Irlandii, w sąsiedztwie miast Shannon i Limerick, na trasie przelotów transatlantyckich. 
Posiada najdłuższy pas startowy z irlandzkich lotnisk. Obsługuje wiele połączeń linii cargo, a także tzw. „fuel stopy” maszyn wojskowych. Ze względu na neutralność Irlandii maszyny wojskowe mogą zatrzymywać się tu tylko bez jakiegokolwiek uzbrojenia na pokładzie. W hangarach na lotnisku wykonuje się wiele prac związanych ze zmianą własności samolotów (głównie malowanie), a także zatrzymują się tutaj, celem uzupełnienia paliwa i odpoczynku załóg, samoloty dostarczane z USA (głównie mniejsze maszyny Boeinga) na kontynent europejski, bądź Bliski Wschód. 

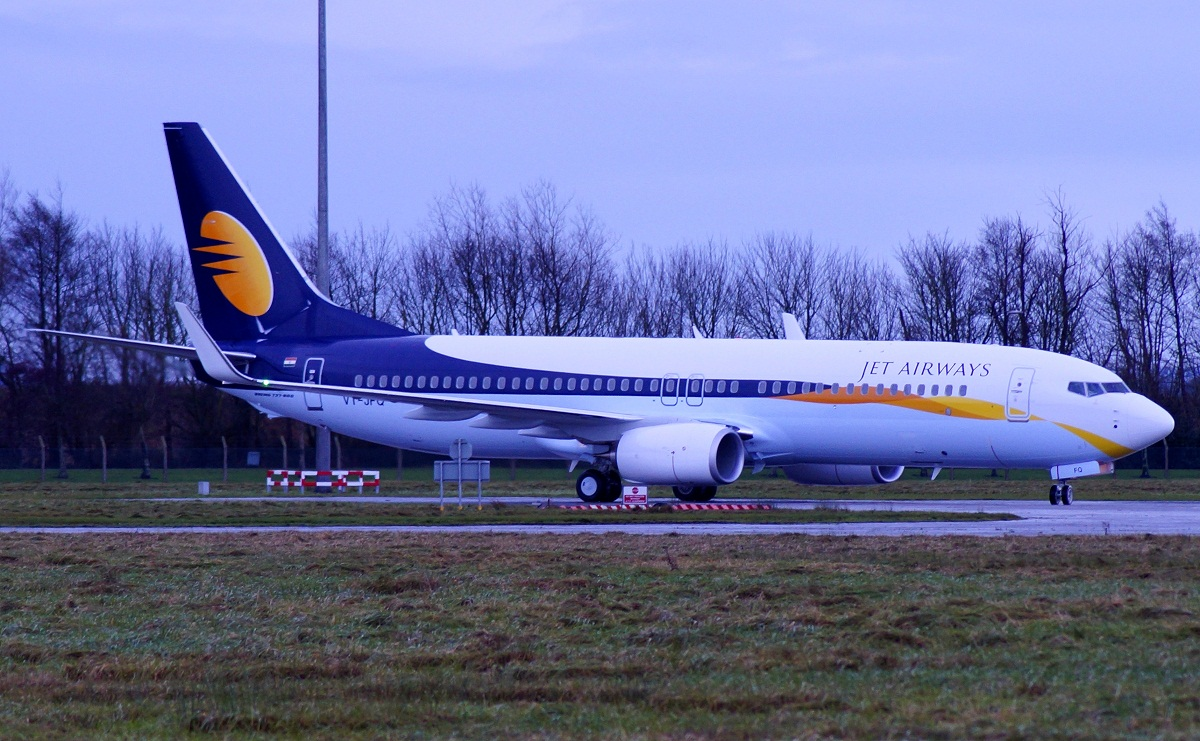
Nowy Boeing B737 linii Jet Airways na lotnisku Shannon podczas oczekiwania na tankowanie przed dostarczeniem go do Indii

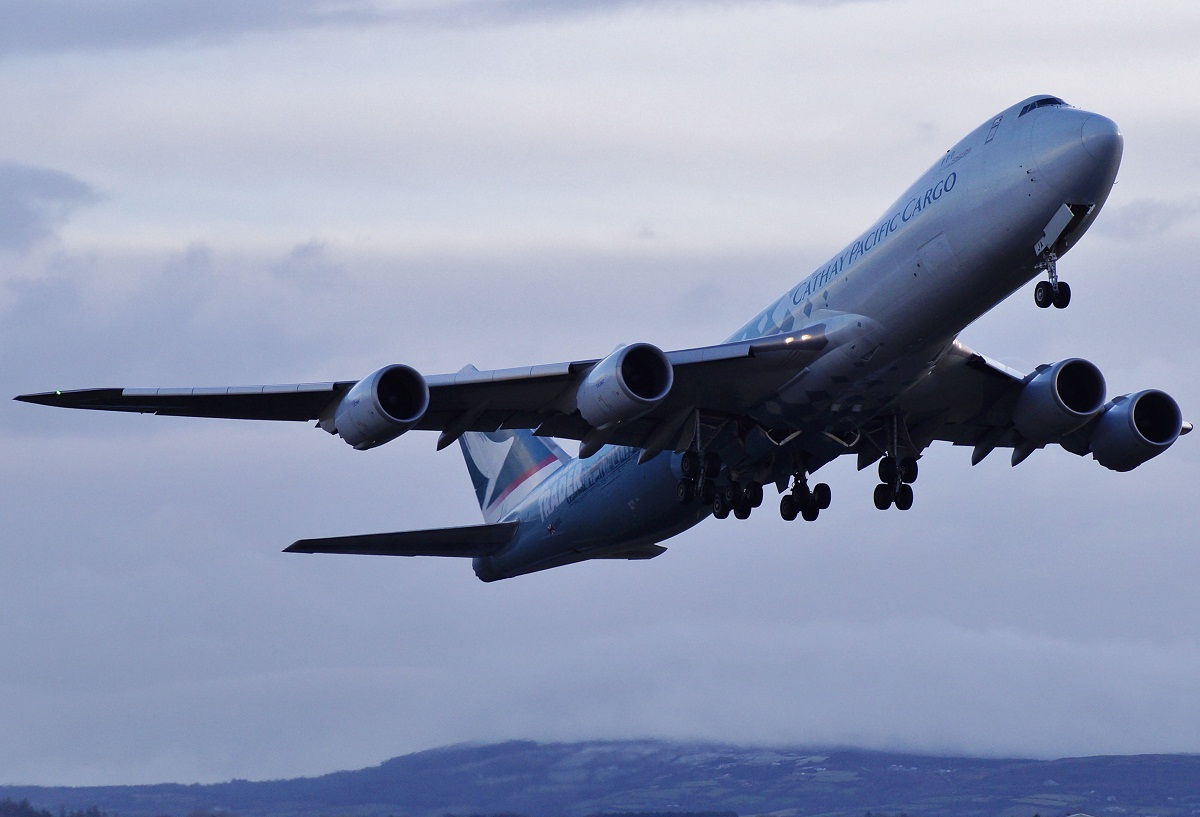
Cathay Pacyfic Cargo Boeing B747-8 startujący z lotniska w Shannon z końmi wyścigowymi na pokładzie

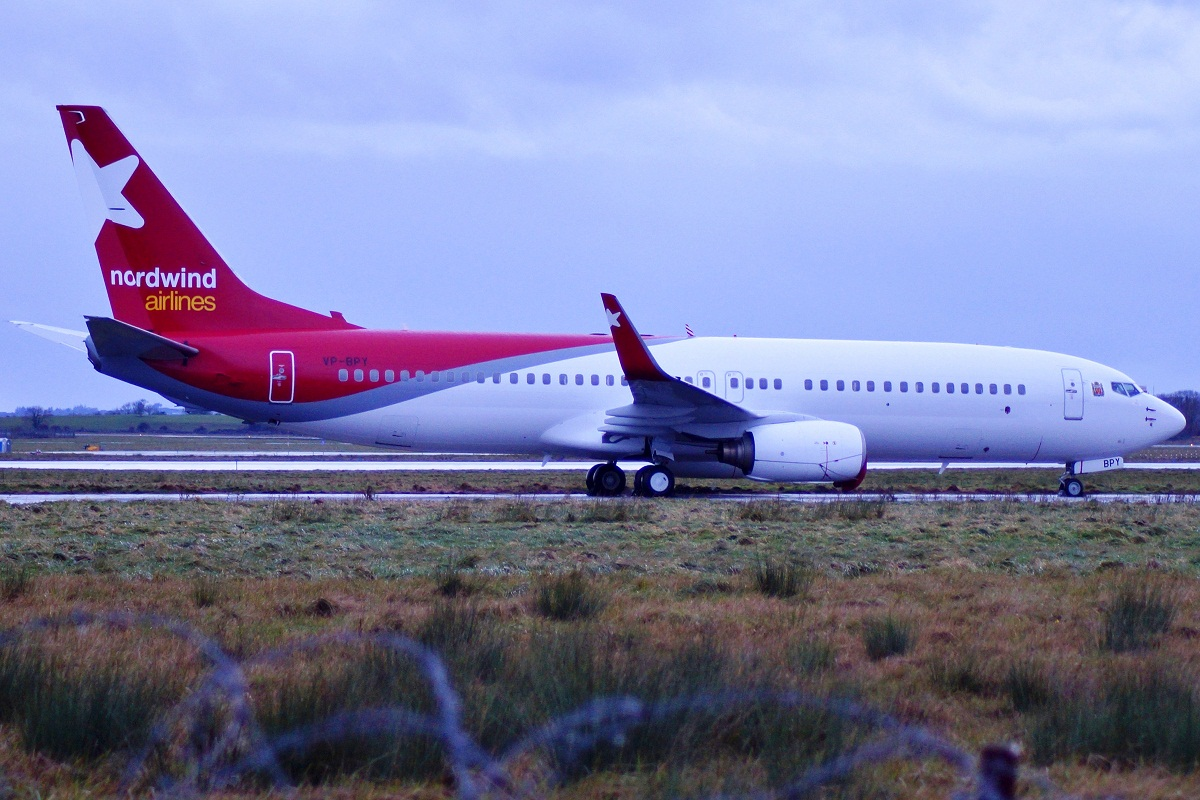
Boeing B737 linii Nordwind Airlines na lotnisku w Shannon oczekujący w kolejce do malowania przed zmianą właściciela

W 2009 obsłużył niespełna 2,8 mln pasażerów.

## Kierunki lotów i linie lotnicze
| Linia lotnicza  | Kierunek |
| --------------- | --- |
| Aer Lingus      | 1. Boston 2. Londyn-Heathrow 3. Paryż-Charles de Gaulle 4. Nowy Jork-JFK |
| Delta Air Lines | Sezonowo: 1. Nowy Jork-JFK (powrót od 23 maja 2024) |
| Ryanair         | 1. Alicante 2. Birmingham 3. Budapeszt 4. Edynburg 5. Faro 6. Fuerteventura 7. Kowno 8. Kraków 9. Lanzarote 10. Liverpool 11. Londyn–Gatwick 12. Londyn–Stansted 13. Malaga 14. Manchester 15. Teneryfa-Południe 16. Wrocław Sezonowo: 1. Béziers 2. Korfu 3. Girona 4. Gran Canaria 5. Malta 6. Marsylia 7. Neapol 8. Newcastle (do 5 listopada 2023) 9. Palma de Mallorca 10. Porto 11. Reus 12. Turyn 13. Warszawa-Modlin |
| TUI Airways     | Sezonowe czartery: 1. Lanzarote 2. Reus |
| United Airlines | Sezonowo: 1. Chicago-O’Hare 2. Newark |